# Géographie du Moyen-Orient
La géographie du Moyen-Orient est à considérer selon la définition que l'on prend du Moyen-Orient, si l'on se réfère à la zone géographique comprise entre la rive orientale de la mer Méditerranée : le bassin Levantin, à l'ouest ; la ligne tracée par la frontière entre l'Iran d'une part et le Pakistan et l'Afghanistan d'autre part, à l'est ; la frontière turco-iranienne avec les pays du Caucase, celles turques avec la Bulgarie et la Grèce au nord-ouest et les frontières respectivement terrestre de l'Égypte et maritimes du Yémen et d'Oman au sud ; cet espace géographique regroupe en tout seize pays pour une superficie totale de 6 997 934 km2.

## Topographie
À cheval entre l'Europe, l'Asie et l'Afrique, le Moyen-Orient est entouré par la mer Rouge, la mer Noire, la mer Méditerranée et l'océan Indien. Les quatre plus grands fleuves sont le Tigre et l'Euphrate qui parcourent la Turquie et l'Irak, le Chatt-el-Arab qui est à la frontière entre l'Iran et l'Irak et le Nil en Égypte.
On peut distinguer différentes entités géographiques : le plateau anatolien, formé par les monts Taurus et la chaîne pontique, le croissant fertile partant de la vallée du Nil, qui parcourt les régions de la Palestine et de la Syrie, arrosées par les précipitations méditerranéennes et qui se prolonge en Irak aux abords du Tigre et de l'Euphrate et la péninsule arabique, formée de déserts (le plus grand étant le désert d'Arabie) et de montagnes, qui se termine par le Yémen et Oman.
| Riyad Manama Nicosie Le Caire Abou Dabi Bagdad Téhéran Jérusalem Amman Koweït Beyrouth Mascate Doha Damas Ankara Sanaa |

## Géologie

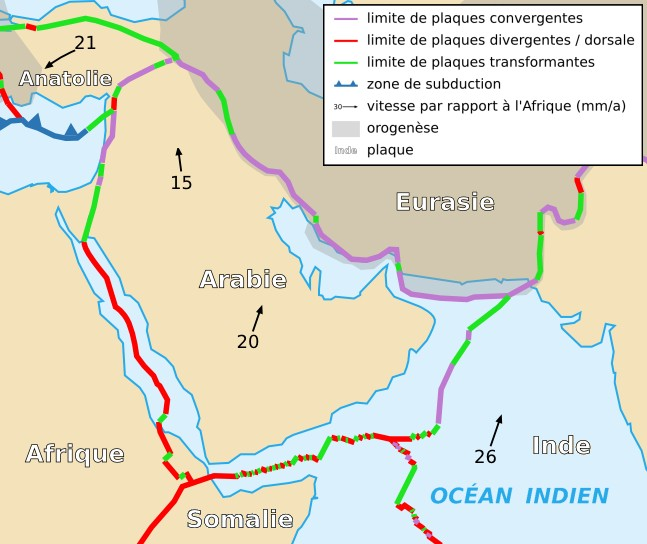
Carte de la plaque arabique

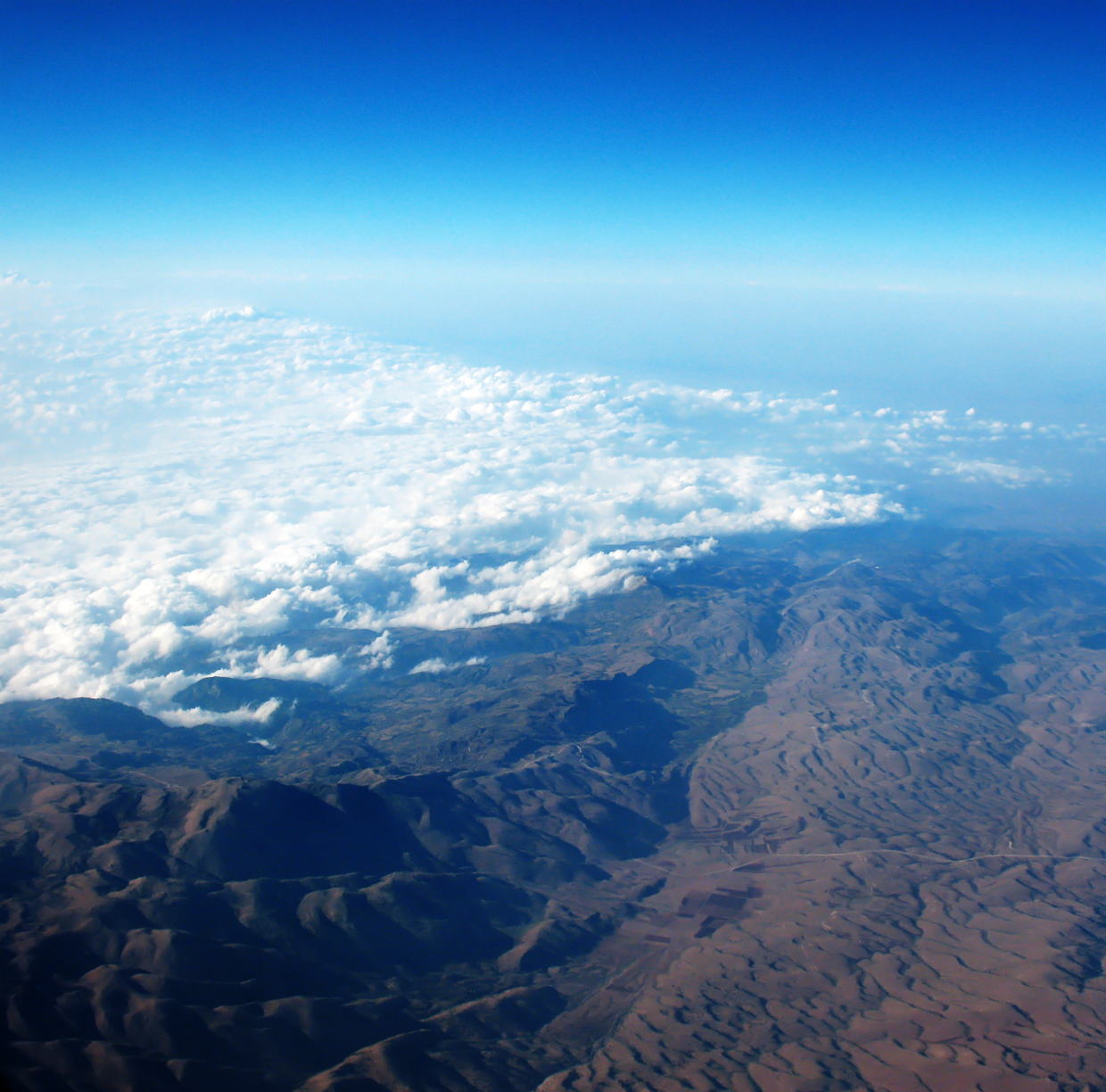
Monts Taurus

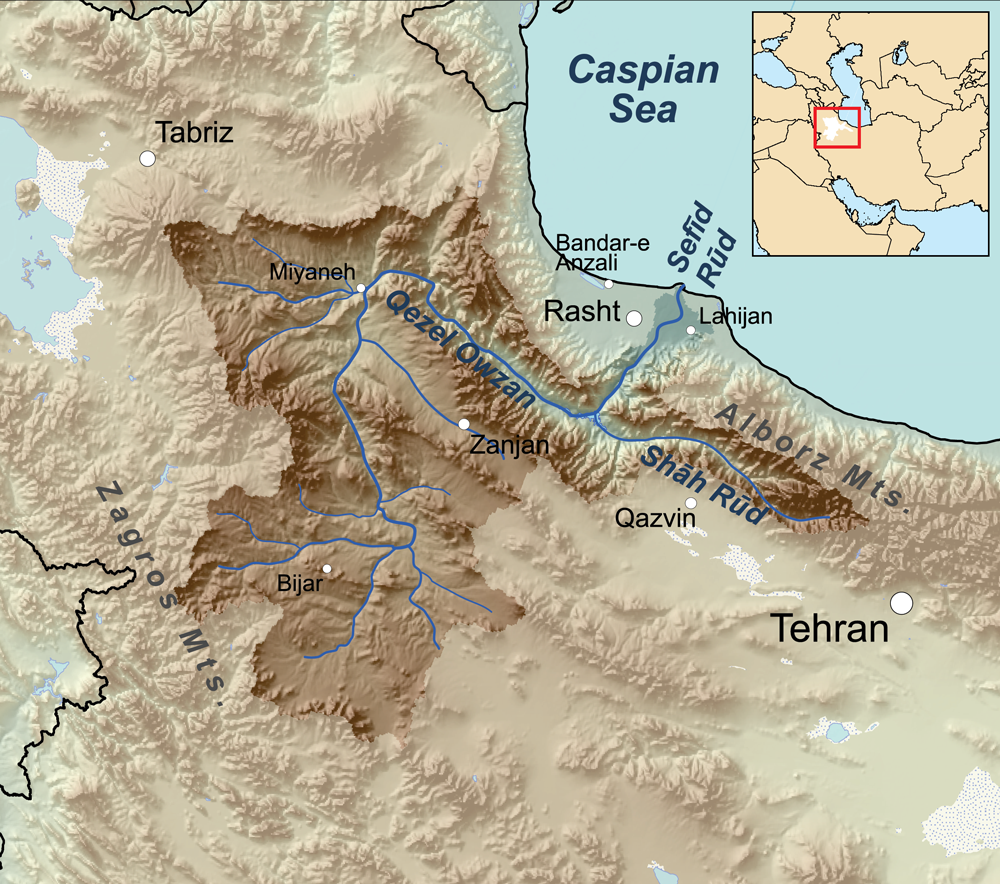
Bassin hydrologique du Sefid Roud

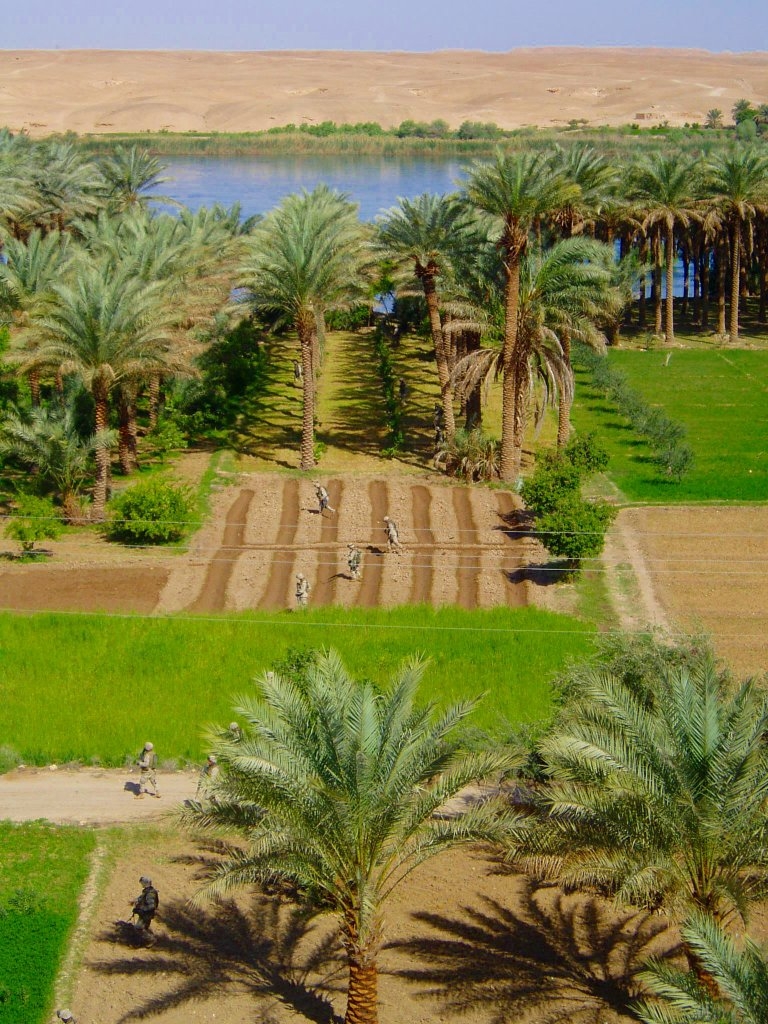
Vallée fertile en Irak

Le développement des massifs montagneux s'étendant de la partie européenne de la Turquie aux frontières de l'Iran est dû à l'orogenèse alpine qui a conduit à la création des chaînes de montagnes d'Anatolie (monts Taurus, chaîne pontique, etc.), du Caucase et les chaînes d'Iran (Zagros, Elbourz, etc.). Au cours de l'ère secondaire, le Thétys (un paléo-océan datant du Jurassique) se referme et les plaques africaine et eurasienne se rencontrent et forme un massif montagneux qui s’étend de l'Espagne jusqu’au Sud-est asiatique.
De la plaque africaine se sont détachées un certain nombre de plus petites plaques durant la majeure partie du Phanérozoïque (-542 millions d'années à nos jours) jusqu'à l'Éocène (-56 à - 34 millions d'années), date à laquelle le rift de la mer Rouge s'est formé et a créé la mer Rouge et le golfe d'Aden.
Aujourd'hui, la plaque arabique couvre la totalité de la péninsule arabique, la Mésopotamie et le sud-est de l'Anatolie, elle est en contact avec les plaques anatolienne, africaine, somalienne, indienne et eurasienne. Ses frontières sont notamment marquées au niveau de la dorsale de la mer Rouge ; elle se déplace vers le nord-est à une vitesse de 4,65 centimètres par an.

### Principales montagnes et chaînes de montagnes
| - Anti-Liban - Ararat - Cheekha Dar - Demavend - Demirkazik - Dena - Elbourz - Erciyes | - Hajar - Jabal al-Nour - Jabal an Nabi Shu'ayb - La Cime - Mont Liban - Nephtali - Qurnat as Sawda' | - Sainte-Catherine - Shanan - Sinaï - Sarawat - Savalan - Zagros - Zard Kuh |

## Hydrologie
La question de l'eau au Moyen-Orient est devenue un enjeu géopolitique important, au même titre que les ressources hydrocarbures ou l'exploitation des voies maritimes. Le développement agricole, industriel et touristique de ces cinquante dernières années, la forte croissance démographique et la gestion des sources d'eaux potables disponibles constituent les principaux enjeux géopolitiques que doivent résoudre les différents pays de la région. Les ressources disponibles sont faibles et mal réparties, ce qui implique un effort de rationalisation de la gestion de l'eau ou de désalinisation pour les pays les plus riches, et notamment ceux disposant de ressources en hydrocarbures. Le traitement des eaux usées est extrêmement disparate, de même que la gestion des nappes phréatiques, des barrages, des retenues d'eau et que les réseaux de distribution. D'anciens systèmes d'irrigation sont toujours utilisés tels que celui d'aflaj à Oman ou le système hydraulique de Shushtar en Iran et de nouveaux grands projets d'aqueducs et de barrages hydroélectriques sont développés sur les grands fleuves, ce qui pose certains problèmes entre États riverains.
- Le Jourdain est au cœur du conflit israélo-arabe ; après le plan Johnston de partage des eaux du Jourdain et les accords de paix d'Oslo (1993), la Jordanie, Israël et la Cisjordanie n'ont pas réussi à s'entendre sur un partage des ressources.
- Il en est de même autour du bassin hydrographique du Tigre et de l'Euphrate ; la Turquie a développé en amont des deux fleuves des projets d'aménagements hydrauliques (le GAP) qui réduisent les débits vers la Syrie et l'Irak en aval[3]. Des projets d'aqueducs à destinations des pays de la péninsule arabique ont également été proposés[3].
- Le Litani (fleuve du sud Liban) occupe une position stratégique pour le Liban, dont il contribue pour une bonne part à la bonne tenue de l'agriculture mais aussi pour la production d'électricité et l'approvisionnement en eau potable. Cependant le plateau du Golan passe sous contrôle d'Israël lors de la guerre des Six Jours et constitue depuis, l'objet de tensions entre le Liban et Israël[2]. Les ressources en eaux demeurent sous contrôle de l'armée et son utilisation est restreinte pour les populations des Territoires disputés[3].

### Principaux cours d'eau
- Chatt-el-Arab
- Euphrate
- Jourdain
- Litani
- Méandre
- Nil
- Oronte
- Tigre
- Sefid Roud

### Principaux passages maritimes
- Détroit du Bosphore
- Détroit des Dardanelles
- Détroit d'Ormuz
- Détroit de Tiran
- Canal de Suez
- Bab-el-Mandeb

### Principaux lacs
| - Mer Morte - Mer Caspienne - Lac d'Akşehir - Lac Ajigol - Lac Alagol - Lac Bafa - Lac de Beyşehir - Lac de Burdur | - Lac d'Eğirdir - Lac Gavkhuni - Hamoun-e Puzak - Lac Helmand - Lac d'Iznik - Lac Kartsakhi - Lac de Manyas - Lac Namak | - Lac Neor - Lac d'Ourmia - Lac Semechonite - Lac de Tibériade - Lac Tuz - Lac Ulmagol - Lac de Van - Lac Zarivar |

### Principales mers bordantes
- Mer Méditerranée (Bassin Levantin - Mer Égée)
- Océan Indien (Golfe d'Aden)
- Mer d'Arabie (Golfe d'Oman)
- Mer Rouge
- Golfe Persique
- Mer de Marmara
- Mer Noire

## Frontières
| Arabie saoudite Arabie saoudite/Bahreïn Arabie saoudite/Émirats arabes unis Arabie saoudite/Irak Arabie saoudite/Jordanie Arabie saoudite/Koweït Arabie saoudite/Oman Arabie saoudite/Qatar Arabie saoudite/Yémen Zone neutre Irak-Arabie saoudite Zone neutre Koweït-Arabie saoudite Bahreïn Bahreïn/Arabie saoudite Chypre Chypre/Syrie Ligne verte Akrotiri et Dhekelia Égypte Égypte/Israël | Émirats arabes unis Émirats arabes unis/Arabie saoudite Émirats arabes unis/Oman Irak Irak/Arabie saoudite Irak/Iran Irak/Jordanie Irak/Koweït Irak/Syrie Irak/Turquie Zone neutre Irak-Arabie saoudite Iran Iran/Irak Iran/Turquie Israël Frontières d'Israël Armistice israélo-arabes Israël/Égypte Israël/Syrie Israël/Jordanie Israël/Liban | Ligne bleue Ligne verte Partitions de la Palestine Traité de paix israélo-jordanien Traité de paix israélo-égyptien Jordanie Jordanie/Arabie saoudite Jordanie/Irak Jordanie/Israël Jordanie/Syrie Koweït Koweït/Arabie saoudite Koweït/Irak Zone neutre Koweït-Arabie saoudite Liban Liban/Israël Liban/Syrie Oman Oman/Arabie saoudite Oman/Émirats arabes unis Oman/Yémen | Qatar Qatar/Arabie saoudite Syrie Syrie/Israël Syrie/Irak Syrie/Jordanie Syrie/Liban Syrie/Chypre Syrie/Turquie Turquie Turquie/Irak Turquie/Iran Turquie/Syrie Yémen Yémen/Arabie saoudite Yémen/Oman |

## Statistiques
| Pays                | Superficie (km2) | Population (hbts.) | Densité (hbts./km2) | PIB (Mio. $) (2008) | PIB par habitant ($) (2008) , | Devise                         | Capitale politique | Régime politique                         | Langue officielle     |
| ------------------- | ---------------- | ------------------ | ------------------- | ------------------- | ----------------------------- | ------------------------------ | ------------------ | ---------------------------------------- | --------------------- |
| Arabie saoudite     | 1 960 582        | 23 513 330         | 12                  | 593 385             | 23 834                        | Rial saoudien                  | Riyad              | Monarchie absolue                        | arabe                 |
| Bahreïn             | 665              | 656 397            | 987                 | 26 970              | 34 605                        | Dinar bahreïni                 | Manama             | Monarchie constitutionnelle              | arabe                 |
| Chypre              | 9 250            | 792 604            | 90                  | 22 703              | 29 830                        | Euro                           | Nicosie            | Régime présidentiel                      | chypriote, grec, turc |
| Égypte              | 1 001 449        | 77 498 000         | 74                  | 442 640             | 5 898                         | Livre égyptienne               | Le Caire           | Régime semi-présidentiel                 | arabe                 |
| Émirats arabes unis | 82 880           | 5 432 746          | 30                  | 184 984             | 38 830                        | Dirham des Émirats arabes unis | Abou Dabi          | État fédéral Monarchie constitutionnelle | arabe                 |
| Irak                | 437 072          | 31 001 816         | 70                  | 65 838              | 6 500                         | Dinar irakien                  | Bagdad             | Démocratie parlementaire                 | arabe, kurde          |
| Iran                | 1 648 195        | 71 208 000         | 42                  | 819 799             | 11 250                        | Rial iranien                   | Téhéran            | République islamique                     | persan                |
| Israël              | 20 770           | 7 465 000          | 290                 | 200 630             | 28 206                        | Shekel                         | Jérusalem          | Démocratie parlementaire                 | hébreu, arabe         |
| Jordanie            | 92 300           | 5 307 470          | 58                  | 32 112              | 5 314                         | Dinar jordanien                | Amman              | Monarchie constitutionnelle              | arabe                 |
| Koweït              | 17 820           | 3 100 000          | 119                 | 137 190             | 39 849                        | Dinar koweïtien                | Koweït             | Monarchie constitutionnelle              | arabe                 |
| Liban               | 10 452           | 3 677 780          | 354                 | 49 514              | 13 031                        | Livre libanaise                | Beyrouth           | Démocratie parlementaire                 | arabe                 |
| Oman                | 212 460          | 3 200 000          | 13                  | 66 889              | 24 153                        | Rial omanais                   | Mascate            | Monarchie absolue                        | arabe                 |
| Qatar               | 11 437           | 793 341            | 69                  | 94 249              | 85 867                        | Rial qatari                    | Doha               | Monarchie constitutionnelle              | arabe                 |
| Syrie               | 185 180          | 17 155 814         | 93                  | 94 408              | 4 748                         | Livre syrienne                 | Damas              | Régime présidentiel                      | arabe                 |
| Turquie             | 779 452          | 72 561 312         | 91                  | 930 900             | 12 900                        | Livre turque                   | Ankara             | Démocratie parlementaire                 | turc                  |
| Yémen               | 527 970          | 18 701 257         | 35                  | 55 433              | 2 412                         | Rial yéménite                  | Sanaa              | Régime semi-présidentiel                 | arabe                 |